# Oreolalax schmidti
Oreolalax schmidti là một loài lưỡng cư thuộc họ Megophryidae.
Đây là loài đặc hữu của Trung Quốc.
Môi trường sống tự nhiên của chúng là rừng ôn đới, vùng cây bụi ẩm khu vực nhiệt đới hoặc cận nhiệt đới, sông ngòi, đầm nước, và đầm nước ngọt.
Chúng hiện đang bị đe dọa vì mất môi trường sống.